# Tristan Lamasine
Tristan Lamasine (* 5. März 1993 in Thiais) ist ein französischer Tennisspieler.

## Karriere
Lamasine spielt hauptsächlich auf der ATP Challenger Tour und der ITF Future Tour. Er konnte bislang zwei Einzel- und drei Doppeltitel auf der Future Tour feiern. Auf der Challenger Tour gewann er 2014 das Doppelturnier in Blois. Seitdem kamen im Doppel neun weitere Titel hinzu. Im Einzel war er bislang einzig in Tampere erfolgreich.

## Erfolge
| Legende (Anzahl der Siege)  |
| Grand Slam                  |
| ATP World Tour Finals       |
| ATP World Tour Masters 1000 |
| ATP World Tour 500          |
| ATP World Tour 250          |
| ATP Challenger Tour (13)    |

### Einzel

#### Turniersiege
| Nr. | Datum         | Turnier | Belag | Finalgegner | Ergebnis |
| --- | ------------- | ------- | ----- | ----------- | -------- |
| 1.  | 26. Juli 2015 | Tampere | Sand  | André Ghem  | 6:3, 6:2 |

### Doppel

#### Turniersiege
| Nr. | Datum              | Turnier           | Belag         | Partner          | Finalgegner                             | Ergebnis         |
| --- | ------------------ | ----------------- | ------------- | ---------------- | --------------------------------------- | ---------------- |
| 1.  | 14. Juni 2014      | Blois             | Sand          | Laurent Lokoli   | Guillermo Durán Máximo González         | 7:5, 6:0         |
| 2.  | 25. Juli 2015      | Tampere           | Sand          | André Ghem       | Harri Heliövaara Patrik Niklas-Salminen | 7:65, 7:64       |
| 3.  | 19. September 2015 | Stettin           | Sand          | Fabrice Martin   | Federico Gaio Alessandro Giannessi      | 6:3, 7:64        |
| 4.  | 4. Oktober 2015    | Orléans           | Hartplatz (i) | Fabrice Martin   | Ken Skupski Neal Skupski                | 6:4, 7:62        |
| 5.  | 18. Oktober 2015   | Ho-Chi-Minh-Stadt | Hartplatz     | Nils Langer      | Saketh Myneni Sanam Singh               | 1:6, 6:3, [10:8] |
| 6.  | 6. März 2016       | Quimper           | Hartplatz (i) | Albano Olivetti  | Nikola Mektić Antonio Šančić            | 6:2, 4:6, [10:7] |
| 7.  | 12. Juni 2016      | Lyon              | Sand          | Grégoire Barrère | Jonathan Eysseric Franko Škugor         | 2:6, 6:3, [10:6] |
| 8.  | 13. August 2016    | Gatineau          | Hartplatz     | Franko Škugor    | Jarryd Chaplin John-Patrick Smith       | 6:3, 6:1         |
| 9.  | 6. Januar 2017     | Nouméa            | Hartplatz     | Quentin Halys    | Adrián Menéndez Stefano Napolitano      | 7:69, 6:1        |
| 10. | 9. April 2017      | Sophia Antipolis  | Sand          | Franko Škugor    | Uladsimir Ihnazik Jozef Kovalík         | 6:2, 6:2         |
| 11. | 20. Oktober 2019   | Ismaning          | Teppich (i)   | Quentin Halys    | Jamie Cerretani Maxime Cressy           | 6:3, 7:5         |
| 12. | 13. März 2021      | Biella            | Hartplatz (i) | Quentin Halys    | Denys Moltschanow Serhij Stachowskyj    | 6:1, 2:0 aufgg.  |